# 香港特別行政區成立十五周年紀念
香港特別行政區成立十五周年紀念 （英語：15th Anniversary of the Hong Kong Special Administrative Region），或者香港特區成立十五週年、香港回歸十五周年，是在香港回歸中國15週年（即2012年）期間由香港特別行政區政府所統籌，政府官方、民間所舉辦的活動總稱。

## 主要慶祝活動
因應周年紀念，香港特區政府舉行多項慶祝活動，包括：
文娛表演
- 國際軍樂匯演

康樂及文化事務署於2012年6月22日至24日，在香港體育館舉行國際軍樂匯演，並邀請中國人民解放軍軍樂團、香港警察樂隊和來自俄羅斯、美國、澳洲、土耳其等國家和地區，共十多支軍樂團參與演出。
- 文藝晚會

2012年6月30日於灣仔會議展覽中心舉行庆祝香港回歸祖國十五周年文藝晚會。
- 煙花匯演：於2012年7月1日晚上在維多利亞港上空舉行。[2]
- 青年大匯演：香港青年協會及香港電台，於2012年7月2日假紅磡香港體育館，安排近萬名青年將以無伴奏合唱和敲擊樂，合力打破新健力士世界紀錄。
- 慶回歸大巡遊：主辦團體安排多個香港各青少年制服團體、大學及中學生代表、18區青少年代表、各合辦團體，及來自中國內地及澳門的代表，在2012年7月2日下午，以步操及舞龍等表演，由維多利亞公園維多利亞港上空出發，巡遊至香港大球場，並合力在在大球場砌出一幅面積一萬平方米的國旗。

展覽
為配合慶祝活動，康樂及文化事務署在三所博物館舉行專題展覽，包括：
- 畢加索 ─ 巴黎國立畢加索藝術館珍品展

香港文化博物館在2012年5月19日至7月22日舉行上述展覽，展出法國著名藝術家畢加索的48幅名畫及7座雕塑，橫跨畢加索70多年的創作生涯，展示畢加索多樣化的風格和創意。
- 頤養謝塵喧 ─ 乾隆皇帝的秘密花園

香港藝術館在2012年6月22日至10月14日舉行上述展覽，展示77組合共95件來自北京紫禁城的文物精品，包括乾隆時期的書畫、工藝美術作品、通景畫和乾隆花園的建築構件。
- 一統天下：秦始皇帝的永恆國度

香港歷史博物館在2012年7月25日至11月26日舉行上述展覽，展示120物秦代歷史文物，包括秦兵馬俑以及秦代金玉器，該展覽更設有多媒體及視聽節目，以嶄新的方式演繹秦代的歷史和文化進程。
儀式
- 特區成立紀念日升旗儀式

香港特區政府於2012年7月1日早上8時，灣仔金紫荊廣場舉行隆重的升旗儀式。政府飛行服務隊直升機，除在升旗儀式舉行期間飛越維港上空外，其中兩架亦於當日早上和下午兩個時段，掛上中華人民共和國國旗及香港特別行政區區旗，在維多利亞港上空盤旋，歷時約10分鐘。
郵品發行
香港郵政亦會在7月1日，發行特別郵票小型張。

## 國家領導人訪港
中共中央總書記、國家主席、中央軍委主席胡錦濤於6月29日至7月1日赴香港出席《慶祝香港回歸祖國15周年大會暨香港特別行政區第四屆政府就職典禮》。陪同胡錦濤的國家領導人包括：中共中央政治局委員、國務委員劉延東，中共中央書記處書記、中央辦公廳主任令計劃，中共中央書記處書記、中央政策研究室主任王滬寧，全國人大常委會副委員長兼秘書長李建國，全國政協副主席廖暉等。
中央軍委主席胡錦濤在29日下午來到中國人民解放軍駐港部隊的石崗軍營，檢閱駐港解放軍部隊。

## 主題曲
為慶祝特區成立15周年，香港各界青少年系列活動委員會邀請香港樂隊Mr.創作慶祝回歸15週年的歌曲《難忘時刻》，並由譚詠麟、李克勤及陳奕迅等藝人主唱，而香港特區政府亦採用此曲作為特區成立15周年的主題曲。

## 外部連結
- 香港特別行政區成立十五周年紀念官方網頁